# Țifești
Țifești là một xã thuộc hạt Vrancea, România. Dân số thời điểm năm 2002 là 5222 người.